# Wendelsteinbahn

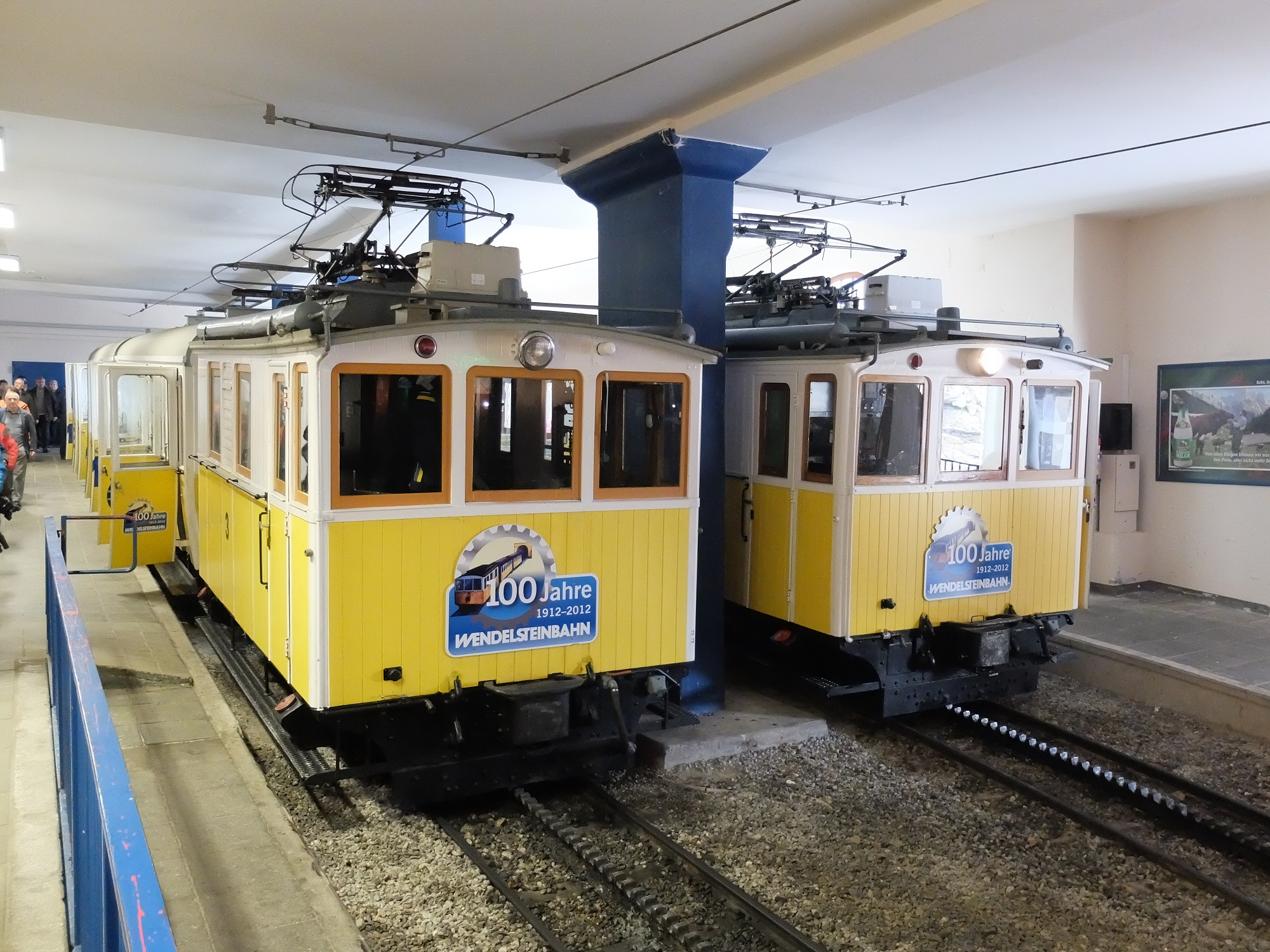
Lok 2 en 3 in het bergstation

De Wendelsteinbahn is een Duitse elektrische metersporige tandradspoorlijn op de Wendelstein in de Kalkalpen (Opper-Beieren), die een hoogteverschil overwint van 1217,27 m. Naast deze spoorlijn is de top van de berg ook te bereiken via een kabelbaan. Zowel de spoorlijn als de kabelbaan worden geëxploiteerd door de onderneming Wendelsteinbahn GmbH.

## Ontstaan van de Wendelsteinbahn
Het plan om een tandradbaan aan te leggen op de Wendelstein was het idee van Dr. Otto von Steinbeis (1839 - 1920), een Duitse ondernemer en industriepionier, die in het Voralpenland hout inkocht en in Bosnië grote fabrieken bezat en daar een uitgebreid net smalspoorlijnen opzette. In 1908 maakte von Steinbeis zijn plannen bekend om een tandradspoorlijn aan te willen leggen op de Wendelstein. Na vele onderhandelingen zette op 4 februari 1910 prins-regent Luitpold zijn handtekening onder de concessie-oorkonde voor de bouw van de Wendelstein-tandradbaan.
Het 9,95 km lange, vanuit Brannenburg via de oostkant voerende traject omvat 7 tunnels, 8 galerijen en 12 bruggen. Om ook in de winter de dienst probleemloos uit te kunnen voeren, werd gekozen voor een tracé via de Mitter- en Reindler Almen en via de steile bergwand van de Wildalpjochs en de Soins.

## Bouw

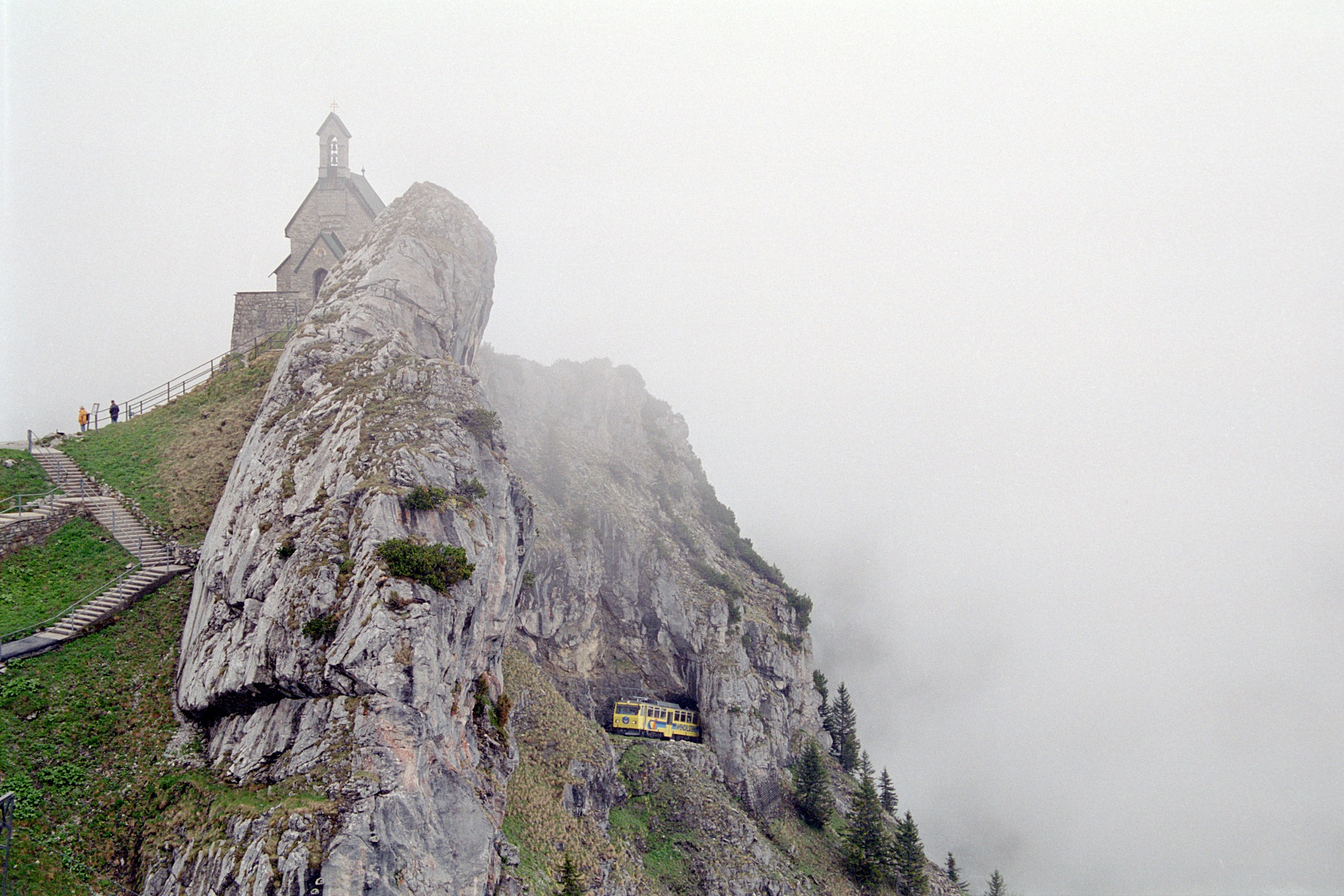
Onder de Wendelsteinkircherl komt de trein tussen de laatste twee tunnels over enkele seconden het daglicht weer tegemoet.

Met de bouw van de spoorlijn werd na het overwinnen van diverse weerstanden en moeilijkheden begonnen op 29 maart 1910. De totale bouwkosten bedroegen circa 3 miljoen Goldmark, die door von Steinbeis volledig uit eigen middelen werden betaald.
Meer dan 800 arbeiders, overwegend afkomstig uit Kroatië en Italië werkten ruim twee jaar onder de meest zware omstandigheden aan de spoorlijn. Alleen al voor de bouw van de zogenaamde Hohe Mauer, een 127 m lange en 17 m hoge dam vlak bij het bergstation werden 10.000 m³ stenen gebruikt. In totaal werd er voor de aanleg van de spoorlijn 35 ton springstof gebruikt.
Op 12 mei 1912 reed de eerste trein over het traject, en op 25 mei 1912 werd de spoorlijn feestelijk geopend. De Wendelsteinbahn is hiermee de oudste nog in bedrijf zijnde tandradspoorlijn in Beieren.

## Exploitatie
Tot 1961 had het traject een lengte van 9,95 km, en bedroeg de reistijd vanaf het dalstation naar de top 75 minuten. In verband met het toegenomen verkeer op de Bundesstraße dat de spoorlijn kruiste werd besloten om in 1961 het traject tussen station Brannenburg en het dalstation Waching te sluiten en het spoor op te breken. Hiermee verdween ook de aansluiting op het spoorwegnet van de DB. Dankzij het tot ruim 7 km ingekorte traject, werd de reistijd van dal tot top teruggebracht tot ruim 55 minuten.
In de daarop volgende jaren werd duidelijk dat een rendabele exploitatie niet mogelijk was. Daarom werd in 1970 de Wendelstein kabelbaan gebouwd, die vanuit Bayrischzell-Osterhofen naar de top van de Wendelstein voerde, en op langere termijn de spoorlijn had moeten vervangen. Echter door de toeristische aantrekkingskracht die de spoorlijn had, is men teruggekomen op het besluit de spoorlijn te sluiten.
Dankzij steun van de vrijstaat Beieren, omliggende gemeenten, Landkreis Rosenheim en de moedermaatschappij Lechwerke AG werd in 1987 de spoorlijn voor 17 miljoen Duitse Mark gemoderniseerd. Na het beëindigen van de werkzaamheden in 1991 werd de capaciteit van het reizigersverkeer ruim verdubbeld. De reistijd nam sterk af dankzij de inzet van twee dubbele treinstellen die in 20 minuten bergop- en in 30 minuten bergafwaarts de dienst onderhouden. Beide treinstellen onderhouden sindsdien in een halfuursdienst het reizigersvervoer op het hele traject.
Er zijn bij de Wendelsteinbahn nog ongeveer 20 personeelsleden in vaste dienst, maar om de exploitatie rendabel te kunnen uitvoeren is de onderneming aangewezen op extra financiële hulp.

## Tandradsysteem
De Wendelsteinbahn maakt gebruik van het tandradsysteem Strub. Strub is een tandradsysteem ontwikkeld door de Zwitserse ingenieur en constructeur Emil Victor Strub (1858-1909).